# Cavalcant en solitari
Cavalcant en solitari (títol original en anglès: Ride Lonesome) és un western estatunidenc de Budd Boetticher, estrenat el 1959. Ha estat doblat al català.

## Argument[2]
Des del començament de l'aventura que té lloc en una comarca àrida, Ben Brigade, antic xèrif convertit en caçador de recompenses, captura Billy John, cavaller pertanyent a la banda de fugitius dirigida per Frank, el seu germà gran, i cercat com a assassí. Noi de poca envergadura, no oposa resistència, tenint confiança en el seu germà que seguirà el seu rastre i impedirà a Brigade arribar a Santa Cruz on hauria de ser penjat.
De camí, els dos homes s'han de parar en el relleu de postes regit per Mrs Lane, sola en absència del seu marit, que ha marxat a la recerca d'animals fugits. Quan arriben, són acollits per dos homes sortits de l'ombra que desarmen Brigade. El caçador de recompenses reconeix llavors Boone i Whit, dues potencials penjats que, veient-lo ja amb Billy John, no semblen tenir-li por i li tornen el seu fusell. En realitat, és el presoner de Brigade el que els interessa, ja que la captura del jove assassí és no només objecte d'una recompensa sinó també d'una amnistia a favor del que el lliurarà a la justícia. I és que Sam Boone desitja d'ara endavant deixar una vida de malversacions i dedicar-se a ocupacions honrades. Però, per la seva part, el taciturn Ben Brigade sembla continuar un fosc propòsit i no sembla adonar-se de la preocupació edificant dels seus nous companys de cavalcada que se sorprenen de la seva imprudència i la seva poca diligència en guanyar la ciutat.
La solidaritat unirà el petit grup contra els perills de la pista infestada d'indis Mescaleros. Després, la psicologia dels personatges evoluciona a poc a poc gràcies a Carrie Lane, dona seductora i vídua (s'han assabentat mentrestant de la mort del seu marit). No deixa doncs insensible, ni Boone que pensa en una futura existència tranquil·la, ni Brigade que s'acosta a ella per descobrir el seu terrible secret que Boone sentirà de lluny: venjar-se de Frank, ja que aquest bandit ha executat adés salvatgement la seva dona.
Frank, com estava previst, apareix per salvar el seu germà Billy exposat com esquer sota la branca d'un arbre, pujat sobre el seu cavall i una corda al coll. El fatídic duel final es desenvolupa ràpidament i, com Brigade ho havia decidit, al lloc mateix on va ser assassinada la seva dona. I es veu el caçador de recompenses tornar a ser l'antic xèrif en aquest moment de la història però continua sent un vidu desconsolat...

## Repartiment
- Randolph Scott: Ben Brigade
- Karen Steele: Carrie Lane
- Pernell Roberts: Sam Boone
- James Best: Billy John
- James Coburn: Whit
- Lee Van Cleef: Frank
- Boyd Stockman: cap indi
- Dyke Johnson: Charlie
- Roy Jenson
- Boyd Morgan
- Bennie E. Dobbins

## Al voltant de la pel·lícula
Aquest western de Boetticher, el sisè i penúltim rodat amb Randolph Scott, és un dels tres on l'heroi és hanté freqüentat pel desig de venjar la mort de la seva dona. Un tema clàssic del gènere i, sobre aquest guió habitual de sèrie B, el realitzador, poc conegut llavors pel gran públic però considerat per Bertrand Tavernier com un dels majors directors de westerns, ens lliura, amb mitjans modestos, al voltant de només cinc personatges principals, una pel·lícula densa, depurada, d'una gran concisió, sense temps mort, d'una simplicitat i d'una gran claredat. Rodades en decorats naturals, totes les escenes són exteriors (ni tan sols penetrem en el relleu de postes). Com diu Tavernier, els plans són amplis, sovint panoràmics i magnificats pel cinemascope i la technicolor, els enquadraments són d'una extrema precisió. Sobre aquests principis, la cavalcada no és mai monòtona: les diferències d'aspecte dels cavalls, els travellings, els angles de vista variats donen la impressió d'un moviment natural.
Sense primers plans psicològics (es veu només una vegada de la cara de Frank, que no es tornarà a veure més que de lluny) però innombrables plans americans: tota la psicologia és ajudada per l'actitud, la situació o la postura dels personatges. La profunditat de camp d'algunes escenes és exemplar. L'arribada de la diligència, l'atac dels indis des de dalt del pujol, i l'escena final dels disturbis de «l'arbre als penjats» són magnífiques.
Cap dels personatges no és resolutament antipàtic, ni el mateix Billy John. D'altra banda, el guió eficaç i sense floritures, ha estat modificat, ens diu Tavernier, perquè Boone, massa sensible i humà, continuï viu al final de la pel·lícula. Billy és, per la seva banda, el tipus del malfactor babau i optimista, sense maldat visceral, que sembla poc conscient de l'abast dels seus gestos; un bonic paper per a James Best, saludat pel realitzador francès que veu en el seu personatge l'arquetipus dels futurs herois de Quentin Tarantino (Pulp Fiction, per exemple).
Cal assenyalar la primera aparició de James Coburn, en el personatge menys consistent de la pel·lícula - l'actor serà tanmateix, l'any següent, un dels set Magnífics-, i la de Pernell Roberts que entra, l'any de l'estrena de la pel·lícula, en la sèrie Bonanza. Hom s'haurà fixat en les al·lusions a la pel·lícula per Sergio Leone, a Fins que li va arribar l'hora: Frank el nom sense patronímic atribuït al dolent; el penjament del germà de «l'home de l'harmònica» en una forca erigida en un lloc desert; la rèplica de Cheyenne: «Fa bon cafè», etc.